# Эрлах (Нижняя Австрия)
Бад Эрлах (нем. Bad Erlach) — посёлок в Австрии, в федеральной земле Нижняя Австрия. Население 3051 человек.
Входит в состав округа Винер-Нойштадт. Население 2866 человек (2014). Занимает площадь 9,15 км².

## История
В доримский период Бад Эрлах был частью кельтского царства Норик., позднее вошел в состав римской провинции Паннония.
Впервые Бад Эрлах упоминается в источнике 987 года, сохранившемся в крепостной церкви Эбенфурта, где говорится, что жители Элира на свои деньги заложили капеллу в честь Св. Ульриха. В 1045 году под названием "Эрлах" упоминается деревня, принадлежащая одному из министериалов графов фон Вельс-Ламбах.
В 1780 году в Эрлахе была построена церковь Святого Ульриха.
В 1850 году в Эрлахе началась эпоха индустриализации: была построена первая ткацко-прядильная фабрика. В 1858 году была отремонтирована церковь Святого Ульриха по инициативе барона Кемпен фон Фихтенштамм. В 1871 соседний поселок Брунн-Линсберг стал частью Эрлаха.